# Grugliasco
Grugliasco là một đô thị ở tỉnh Torino trong vùng Piedmont, có vị trí cách khoảng 9 km về phía tây của Torino, nước Ý.
Grugliasco giáp các đô thị: Torino, Collegno, và Rivoli.